# ナカプリバイン

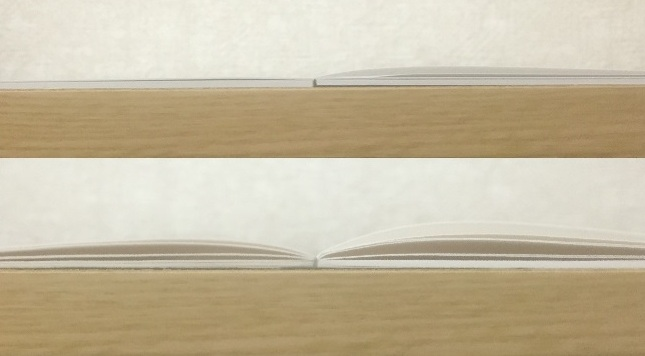
ナカプリバイン（上）と通常のノート（下）との比較。

ナカプリバインとは、東京都北区にある有限会社中村印刷所が製作したノートの商品名である。開いたときに中央部分が水平になることから水平開きノートと名付けられている。2016年、「おじいちゃんのノート」として話題になった。

## 特徴
中村印刷所が2014年10月に販売を開始した。通常のノートは開いたときに中央部分がふくらんでしまうが、本ノートでは180度水平に開く。そのため、見開き2ページを1枚のノートとして使用できる。また、コピーを取るときに中央部分に影が映ることもない。
この利点は、ノート本紙と表紙とをつなぐ接着剤を工夫したことによって生み出されている。本ノートでは、粘度の異なる2種類の接着剤を使用し、最初に粘度の低い接着剤を塗っている。こうすることで、接着剤層の弾性・柔軟性が向上し、それにともなって各ページの自由度が増して水平に開けるようになったと考えられている。

## 製法

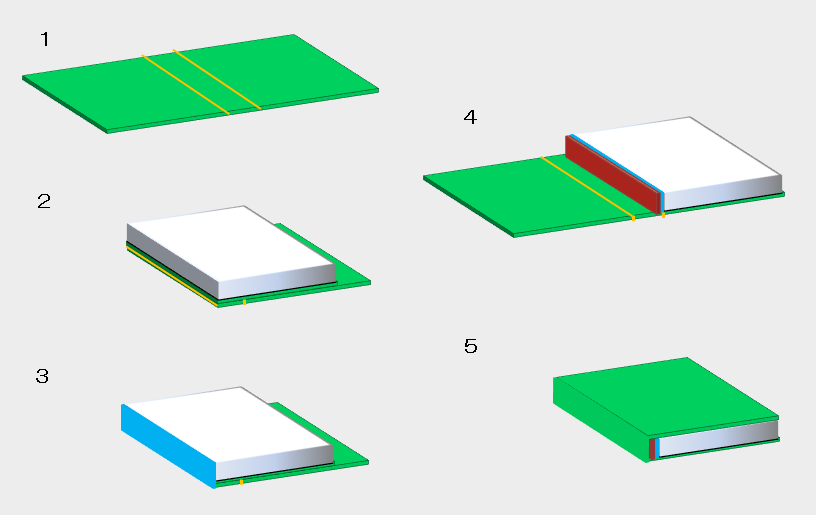
ナカプリバイン製造の概略。特許5743362号の【請求項1】及び図面より作成。

本ノートの製造方法は中村印刷所が出願人となり2014年11月27日に特許出願がなされ、2015年5月15日に特許5743362号として登録されている。特許の【請求項1】を参考に、製造方法の一例を概略として示す。
1. 表紙材に2本のスジまたは折り目を入れる。
2. 表紙材を2本のスジまたは折り目のうちの1本の部分で折り曲げて2つに折り、折り目を本文用紙の側面にそろえて重ねる。
3. 表紙材の折り目と本文側面に第1の接着剤を塗る。
4. 第1の接着剤が乾いたら、その上から、より粘度の高い第2の接着剤を塗る。
5. 表紙材で本文をくるんでノートの形としてから、背面を押し当てた状態で乾燥させる。

重ね合わせ、接着の工程は中村印刷所の社員による手作業である。1日当たり300冊を生産していたが、2016年に注目を集めるようになってからは1000冊に増やした。その後、契約先の製本会社でも製作するようになった。紙を正確にそろえて重ねるには修行が必要で、これまで4-5人の職人が挫折してきたという。

## 歴史

### 販売までの経緯
中村印刷所は1938年に創業した印刷会社であったが、印刷業界の斜陽化にともない、2010年から2011年ごろにかけて経営状態が悪化していった。そこで社長の中村輝雄は再起をかけて、付加価値のあるオリジナル商品の販売に取り組むことを決めた。そしてその頃、会社をたたむことにしていた製本会社の経営者を社員として呼び寄せ、2人でオリジナルノートの開発を始めた。
2013年、中村印刷所は東京都北区の産業展に出展し、「旅行の想い出帖」「都電ノート」といったオリジナルノートを展示した。これらのノート自体は会場であまり話題を呼ばなかったが、その中でノートを手に取った来客の1人が、ノートは真ん中が膨らむから書きにくい、と話して立ち去って行った。それを聞いた社長の中村は、ノートとはそういうものだと思ったが、元製本会社の社員は、手作業で手間はかかるが真ん中が膨らまないノートは作れると言った。この言葉に興味を持った社長の中村は、よそが真似できない、うちだけのノートを作ろうと決意し、2人で「水平開きノート」の開発に取り組むことにした。
開発にあたっては、最適な接着剤を見つけ出すのが最大の課題で、ホームセンターなどで数十種類の接着剤を入手して、それらを組み合わせて試験を繰り返した。そして2年にわたる開発期間の末、水平に開き、強度にも優れたノートを作り出すことに成功した。2014年11月には特許も出願し、早期審査請求制度を利用して、2015年5月に登録となった。2015年8月には東京都の「トライアル発注認定制度」にも選ばれた。
販売は2014年10月から始め、2015年にこのノートはナカムラ・プリンティング・バインダーの略称で「ナカプリバイン」と名付けられた。自らのつてや中小企業振興公社からの紹介を頼りに、50-60社を回ったが、取扱先は思うように増えなかった。展示会にも出品し、そこで商品の良さが理解され購入されることもあった。しかしそこから販路が拡大することはなかった。大量の発注依頼もあったが、その後に大幅な商品価格の値下げを要求されたこともあって契約には至らず、結局2015年の年末には8,000冊の在庫が積みあがった。社長の中村は土地を売って田舎に引っ越すことも考えていた。

### Twitterによる拡散
2016年1月1日、元製本会社の社員は、なかなか販売数の伸びないノートに対し、「使ってもらえば、良さがわかってもらえる」と思い、新年のあいさつに来ていた専門学校生の孫に、友達にあげてくれと、ノートを手渡した。孫は、周りには使う人がいないだろうがTwitter上での知り合いの絵描きには需要があるかもしれないと思い、その場でノートの写真を撮り、Twitterで「うちのおじいちゃんノートの特許とってた…」「宣伝費用がないから宣伝できないみたい。Twitterの力を借りる！」などとツイートし、ノートを紹介した。
このツイートは大きな反響を呼び、リツイート数は3万を超え、購入を希望する声が多数寄せられた。商品を販売していた通販サイトではすぐに在庫切れとなった。また、中村印刷所の公式サイトへのアクセス数は、それまで4千数百だったのが、その日のうちに十万を超えた。
中村社長はその日初詣に行っており、帰宅後、知り合いの中小企業診断士からかかってきた電話でこの騒動を知った。そして1月3日以降になると、注文の電話が会社に殺到し、さらに商品を求めた客が店に次々と押し掛ける事態になった。また、テレビや雑誌の取材依頼もあった。突然の変化に、中村は当時の状況を「とにかく怖かった」「喜びよりも怒りの感情の方が強かった」と語っている。ノートの注文は2-3日で3万部を超え、通販サイトにおいても、アマゾンのノート部門でのランキング1位となり、ヨドバシドットコムの文房具・オフィス用品のランキングでも1位となった。積みあがっていた店の在庫は無くなり、しばらくは品切れ状態となった。

### その後の展開
大量の注文に対応するため、会社は生産部数を増やし、社長と従業員は朝から深夜まで製作に追われるようになった。それでも手が回らなくなったため、2つ折りの用紙を外部発注に切り替えた。会社は創業以来最高の売上を達成し、3月、4月の売り上げは前年同月比6倍に達したが、外注先の選定や費用の交渉をする余裕が無かったため、ほとんど利益は出なかったという。夏近くになると余裕ができ、利益率も上向くようになった。
中村印刷所は、技術の継承のため、東京都の多摩地区にある製本会社と契約を結び、2016年に同社の工場でのノート製作を開始した。
社長の中村は2016年の取材で、本ノートの技術を受け継ぐ会社が現れ、1人でも多くの人にノートが使われることを願っていると語った。「ジャポニカ学習帳」で知られるショウワノートの開発担当者はこの記事を読み、中村印刷所との提携を申し入れた。そして数度にわたる話し合いの結果、2016年6月30日、中村印刷所とショウワノートは、小学生向けの水平開きノートを製造・販売する契約を結んだ。ショウワノートでは、同年秋口から実証研究を始め、2017年春の商品化を目指すと発表した。開発にあたっては、大量生産するノートの品質を安定させるのに時間を要し、中村印刷所はショウワノートの試作品に対して2回NGを出した。2017年に商品が完成し、ショウワノートは同年11月13日に、本ノートを「水平開きノート」の名称で販売すると発表した。
2019年1月、中村社長がTwitterのアカウントを取得。商品紹介だけに留まらず自らの日常なども投稿して人気を集めている。

## 論評
本ノートに関する特許はノートの製法に関する方法特許であり、水平に開けるノート自体はすでに存在していた
。その中で本ノートが大きな話題となったのは、製品としての魅力のほかに、下町にある小さな会社が新しい技術を駆使して製品が生まれたという物語性があったためだという見解がある。加えて、Twitterの内容が、祖父を応援したいというものであり、製品の特徴が分かりやすかったことから、善意の輪という形での情報拡散がなされたと考えられている。
話題のきっかけとなった社員の孫は、「ノート自体がよかったのと、使いたい！って方のたくさんの声で実現したものだと思っています。私は懸け橋になっただけ。広めてくださった方々には感謝の気持ちでいっぱいです」と語っている。
社長の中村は、このノートが生まれたのは、崖っぷちの状況で、マーケティングする余裕もなく、ただ自分が欲しいと思う商品なら売れると信じた結果だと語っている。また、商品を購入した客からは、電話や手紙、払込取扱票の通信欄などで感謝の言葉が述べられていることがあり、それに対して喜びを見せている。今後の展望として、さらに量産化を進めてノートを安価に提供できるようにし、多くの子供たちがこの書きやすいノートを使って勉強するようになって欲しいと述べている。